# Cucina manado

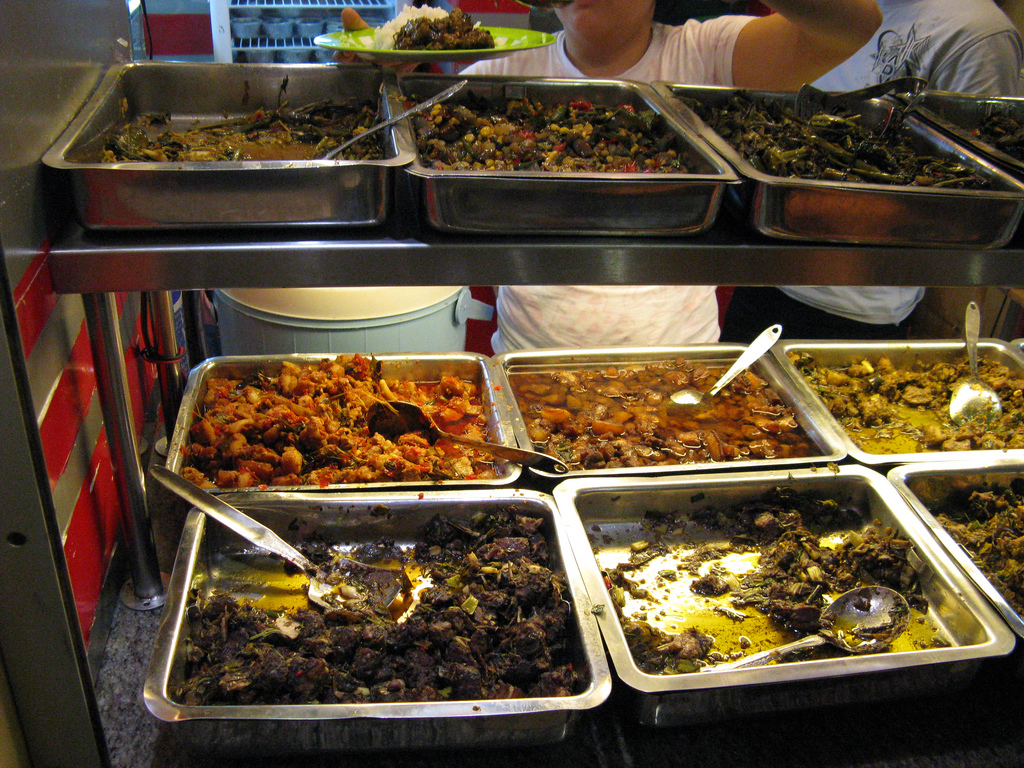
Piatti di cucina manado

La cucina manado o cucina minahasan è la cucina tradizionale del popolo Minahasan, del Sulawesi settentrionale in Indonesia.
Viene conosciuta come  cucina manado per la città di Manado, capitale della provincia, sebbene questa cucina sia diffusa in altre città come: Bitung, Tomohon e Tondano.
La cucina è nota per la sua ricca varietà di pesce, osando nella quantità di spezie, e condimenti piccanti, carni esotiche e torte e dolci di influenza europea.
Sebbene non così famosa e diffusa come il cibo Padang e la cucina sundanese, oggi la cucina manado ha ottenuto popolarità nella scena della cucina indonesiana. Numerosi ristoranti sono nati nelle città indonesiane di Giacarta, Bandung, Medan, Surabaya e Makassar.

## Elenco di pietanze

### Piatti
- Cakalang fufu,
- Mie cakalang,
- Woku,
- Rica-rica,
- Kuah asam,
- Nasi kuning,
- Paniki,
- Tinutuan,
- Dabu-dabu,

### Verdure
- Brenebon,
- Perkedel jagung
- Rica rodo,
- Garo
- Sayur daun papaya
- Sayur pakis
- Tumis kangkung

### Merende
- Klappertaart
- Lalampa, simile al lemper
- Panada
- Perkedel nike
- Pisang goroho
- Es brenebon,